# Bathyuroconger
Bathyuroconger är ett släkte av fiskar. Bathyuroconger ingår i familjen havsålar.
Kladogram enligt Catalogue of Life:
| Bathyuroconger | \| \| Bathyuroconger parvibranchialis \| \| \| \| \| \| Bathyuroconger vicinus \| \| \| \| |
|                | \| \| Bathyuroconger parvibranchialis \| \| \| \| \| \| Bathyuroconger vicinus \| \| \| \| |
|                | Bathyuroconger parvibranchialis                                                            |
|                |                                                                                            |
|                | Bathyuroconger vicinus                                                                     |
|                |                                                                                            |

## Bildgalleri

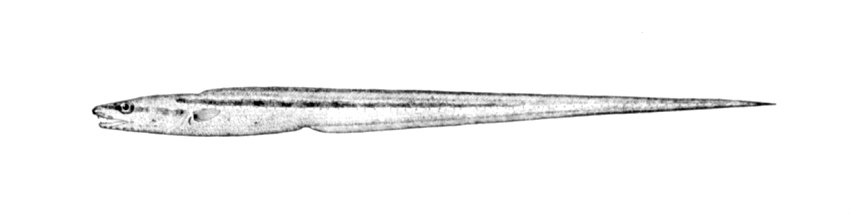
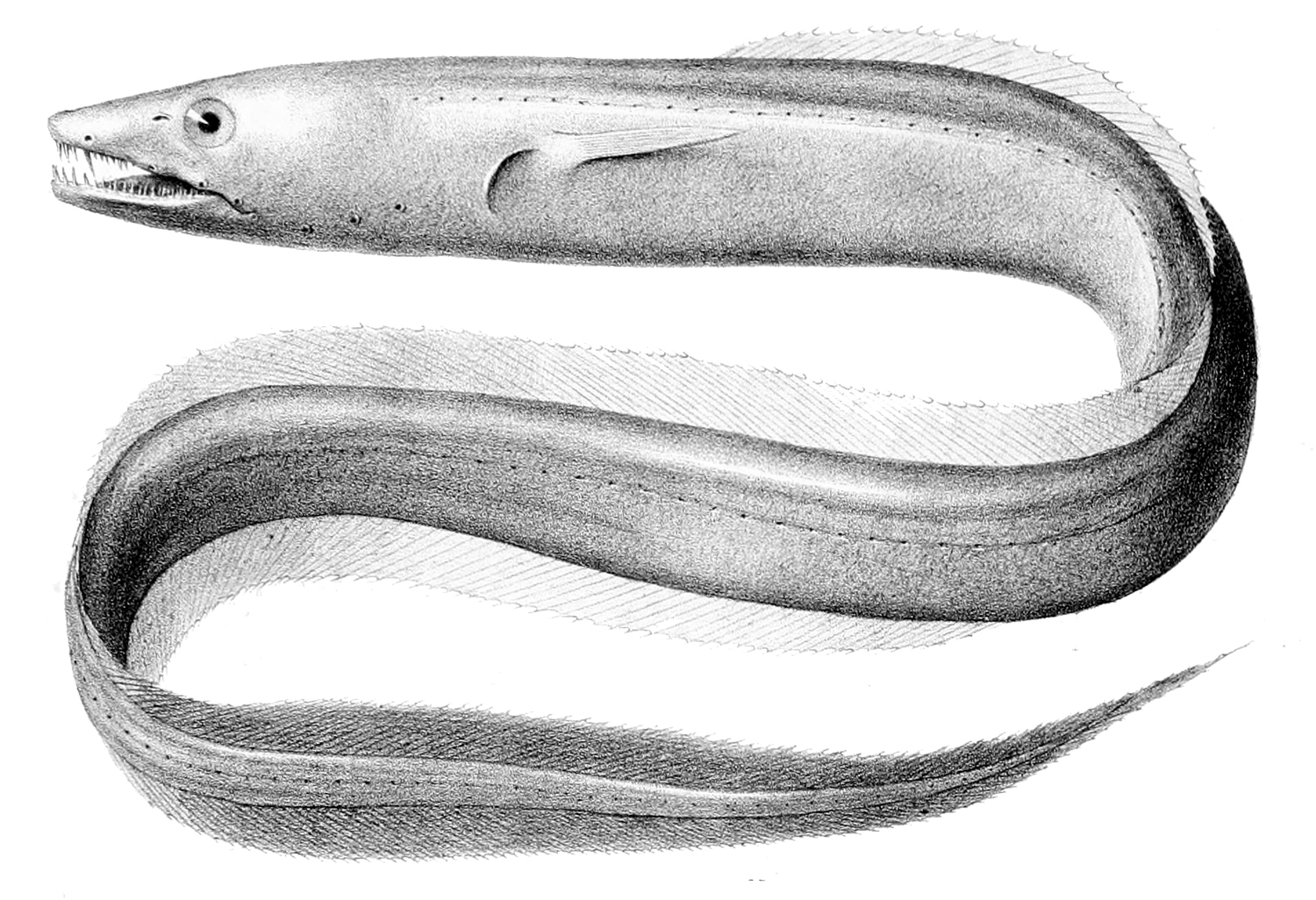